# Звонница (Шерешёво)
Зво́нница — колокольня, расположенная в городском посёлке Шерешёво Пружанского района Брестской области на ул. Советской, около центральной площади. Представляет собой памятник народного зодчества с влиянием каменной архитектуры. Её отличие состоит в совершенстве архитектурно-художественных и конструктивных форм, ряд которых, по мнению исследователя Чантурии В. А., относится к архитектуре барокко.

## История
Звонница, построенная из дерева в 1799 году, была возведена отдельно и в то же время рядом с Свято-Пречистенской церковью 1760 года, которая не сохранилась до нашего времени.
С 1990 года звонница находится на консервации.

## Архитектура
При минимальном использовании декоративных форм звонница характеризуется лаконичностью решения. Объёмное построение и выразительный силуэт обеспечивают художественный эффект звонницы. Конструкции при постройке были выбраны рациональные, экономичные и проверенные жизнью; местные мастера были хорошо знакомы с ними из повседневной практики строительства.
Представляя собой центрическое квадратное в плане строение (5,3 × 5,6 м, 18 м высотой), колокольня состоит из двух ярусов: нижнего срубного «в лапу» и верхнего каркасного. Покрытием первого яруса служит пропорционально высокая четырёхскатная крыша, завершением второго — шатровый четырёхскатный гонтовый верх и шестигранный барабан с главкой наверху. Именно такой элемент как развитый причёлок, разделяющий верхний и нижний ярусы и по высоте равный им вместе с верхним покрытием, обогащает пластику звонницы, играя самостоятельную роль в её композиции. Восемь стоек, которые составляют второй ярус, объединены различными криволинейными подкосами, посредством которых проёмам яруса придаётся эффект аркатуры, и опоясаны стилизованной балюстрадной (резной дощатой) оградой. Венки брёвен, которые удерживают крышу, лежат на тех же стойках. Переход крыши к барабану отмечен небольшими волнами, которые созданы посредством средних частей северного и южного скатов.
По классификации Локотко А. И., относится к срубным звонницам, как правило, двух- и трёхъярусным.

## Комментарии
1. ↑  Иногда характеризуется как широкий навес гонтового причёлка (см.: Шарашоўская званіца // Архітэктура Беларусі. — Минск: БелЭн, 1993. — С. 487. — 620 с. — ISBN 5-85700-078-5.) или широкий гонтовый отлив (см.: Алисейчик В. В. Колокольня // Свод памятников истории и культуры Белоруссии. Брестская область. — Минск: БелСЭ, 1990. — С. 376. — 424 с. — 25 000 экз. — ISBN 5-85700-017-3.)
2. ↑  Иногда завершение второго яруса характеризуется как «четвериковый шатёр, над которым возвышается глухой восьмерик с шатром и шпилем». См.: Гісторыя беларускага мастацтва / Рэдкал.: С. В. Марцэлеў (гал. рэд.) і інш.; Рэд. тома Л. М. Дробаў, П. А. Карнач. — Минск: Навука і тэхніка, 1989. — Т. 3: Канец XVIII — пач. XX ст.. — С. 63. — 448 с. — ISBN 5-343-00319-2.
3. ↑  Именно подкосы с криволинейными подрубами и позволяют, по мнению исследователя Чантурии В. А., проследить в звоннице формы архитектуры барокко. См.: Чантурия В. А. Памятники архитектуры и градостроительства Белоруссии. — Минск: Полымя, 1986. — С. 41—42. — 240 с.
4. ↑  Иногда отделка верхнего яруса описывается как плоские балясы и аркадные голосники. См.: Гісторыя беларускага мастацтва / Рэдкал.: С. В. Марцэлеў (гал. рэд.) і інш.; Рэд. тома Л. М. Дробаў, П. А. Карнач. — Минск: Навука і тэхніка, 1989. — Т. 3: Канец XVIII — пач. XX ст.. — С. 63. — 448 с. — ISBN 5-343-00319-2.